# Franz Christian Boll
Franz Christian Boll (Neubrandenburg, 26 febbraio 1849 – Roma, 19 dicembre 1879) è stato un medico tedesco naturalizzato italiano.

## Biografia
Era nipote del teologo evangelico Franz Christian Boll e figlio di Franz Boll, teologo e storico tedesco. Fu proprio suo padre ad avviarlo privatamente a studi precoci di latino, greco antico e filosofia grazie ai quali poté completare il liceo con un solo anno di frequenza. Si orientò quindi verso studi scientifici, frequentando le Università di Heidelberg, di Bonn e di Berlino, ottenendo la laurea nel 1869, a soli vent'anni.
Già allievo dell'istologo Max Schultze, Boll divenne assistente di Emil Du Bois-Reymond conseguendo la libera docenza in istologia. A causa si problemi di salute legati a una tubercolosi polmonare, si trasferì a vivere in Italia: dopo aver invano sperato in una vittoria al concorso all'Università di Genova, nel 1873 ottenne di insegnare anatomia e fisiologia comparata presso l'Università di Roma, cattedra di cui divenne titolare nel 1877.
Nel 1877 divenne anche socio corrispondente dell'Accademia nazionale dei Lincei.
Il 12 marzo 1879 sposò la chimica e fisiologa tedesca Margarete Traube, residente in Italia, sorella del filologo mediolatino Ludwig Traube e figlia dell'omonimo medico.
Il matrimonio fu brevissimo: ben presto le condizioni della sua salute malferma si aggravarono, conducendolo alla morte il 19 dicembre 1879, assistito dalla moglie Margarete che aveva collaborato alla sua ultima ricerca. Sarà proprio sua moglie a curare la pubblicazione delle opere postume di Boll, sia in italiano sia in tedesco. In seguito, la vedova conobbe l'ingegnere italiano Guglielmo Mengarini che sposa a Zurigo nel 1884. I due condurranno la loro vita tra Palazzo Mengarini, opera di Gaetano Koch, a fianco del Palazzo del Quirinale, e una villa a Porto d'Anzio.
È noto soprattutto per aver scoperto la rodopsina e per i suoi studi sulla retina delle torpedini.